# 東ニューブリテン州

東ニューブリテン州の州旗

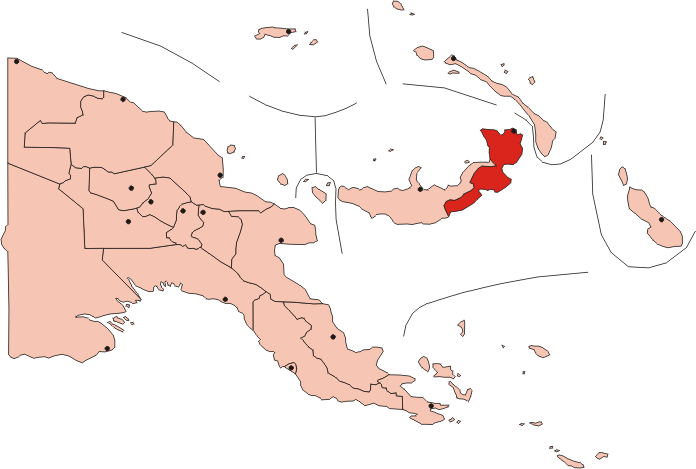
東ニューブリテン州の位置（赤）

東ニューブリテン州（ひがしニューブリテンしゅう、英: East New Britain）は、パプアニューギニアの行政区画で、ニューブリテン島の東を占める州である。
州都はココポで、1994年の大噴火によって当時の州都ラバウルが壊滅的な被害を受けた際に移転した。東ニューブリテン州の陸地面積は15,816km²で、人口は32万8369人（2011年国勢調査）。1km²あたりの人口密度は、21人となっている。
東ニューブリテン州の主要輸出物は、ココアとコプラである。観光業も、州経済の重要な部分を担っている。

## 地区
東ニューブリテン州は、4つの地区に分かれている。
- ガゼル地区（Gazelle District）
- ココポ地区（Kokopo District）
  - ビタ・パカ
- ポミオ地区（Pomio District）
- ラバウル地区（Rabaul District）

## 言語
以下のようなオーストロネシア系言語が使用されている。
- ウヴォル語（英語版）（Uvol; 別名: Lote語）
- トゥムイプ語（英語版）（Tumuip; 別名: Tomoip語）
- トライ語
- ナカナイ語
- マムシ語（英語版）
- マンセン語（英語版）
- メラメラ語（英語版）
- メンゲン語（英語版）

また以下に挙げる非オーストロネシア系言語の名も複数の文献において見られる。
- コル語（英語版）
- スルカ語（英語版）
- タウリル語（英語版）
- バイニン語（英語版）（Baining; 別名: カカト語 (Kakat)、マカカト語 (Makakat)）
- ブタム語（英語版）（消滅）
- ペレアタ語（英語版）（Pele-Ata; 別名: アタ語 (Ata)、ワシ語 (Wasi)）